# Cheiracanthium incertum
Cheiracanthium incertum es una especie de araña del género Cheiracanthium, familia Cheiracanthiidae, suborden Araneomorphae. Fue descrita científicamente por O. Pickard-Cambridge en 1869.

## Distribución
Se distribuye por Sri Lanka.